# Occoches
Occoches é uma comuna francesa na região administrativa de Altos da França, no departamento de Somme. Estende-se por uma área de 7,09 km². Em 2010 a comuna tinha 131 habitantes (densidade: 18,5 hab./km²).